# Jorginho Putinatti

Jorge Antônio Putinatti, mais conhecido como Jorginho Putinatti (Marília, 23 de agosto de 1959) é um ex-futebolista brasileiro que atuava como meio-campista e atacante.

## Biografia
Revelado pelo Marília, ganhou a Taça Cidade de São Paulo em 1979, no juvenil.
Jogou 16 partidas pela Seleção Brasileira e 5 pela Seleção Olímpica. Com a Seleção de Novos, conquistou o Torneio de Toulon de 1980.
Vindo do juniores do Marília, chegou ao Palmeiras em 1979, onde se destacou. Atuou de 1979 a 1987, em 369 jogos (158 vitórias, 131 empates e 80 derrotas), marcando 95 gols. 
Após o vice-campeonato em 1986 e sem conseguir conquistar nenhum título pelo Palmeiras, transferiu-se para o Corinthians em 1987.
Jogou ainda Fluminense, Grêmio, Santos, XV de Piracicaba.
Em julho de 1990, se transferiu para o Nagoya Grampus Eight, do Japão.

## Títulos
Nagoya Grampus
- Copa Nabisco: 1992[6]

### Prêmios individuais
- Bola de Prata da Revista Placar: 1979, 1983,[7] 1986
- Time Ideal da Japan Soccer League: 1990–91, 1991–92